# 澳門特別行政區政府
中華人民共和國澳門特別行政區政府（葡萄牙語：Governo da Região Administrativa Especial de Macau da República Popular da China），簡稱澳门特别行政区政府、澳门特区政府或澳門政府，是中華人民共和國澳門特別行政區的行政機關，其政府首長是澳門特別行政區行政長官，對中華人民共和國中央人民政府（國務院）負責。澳門特別行政區政府於1999年12月20日正式成立，取代了原來的葡屬澳門政府。

## 歷史
澳門特別行政區政府的成立基礎是於1987年4月13日簽訂的《中葡聯合聲明》，分別由时任中國國務院總理趙紫陽與葡萄牙總理施華高在北京所簽署。其後，中葡兩國政府就在澳門回歸期前的過渡期中，就澳門過渡期間之問題進行了磋商。1988年4月13日，第七屆全國人民代表大會第一次全體會議決定成立澳門特別行政區基本法起草委員會。澳門特別行政區基本法起草委員會於同年10月25日開始在北京召開第一次的全體會議，當中通過起草工作的大體規劃和步驟，並決定籌組澳門特別行政區基本法咨詢委員會。終於在1993年3月31日，第八屆全國人民代表大會通過了《中華人民共和國澳門特別行政區基本法》（簡稱《澳門特別行政區基本法》），自此為澳門特別行政區政府的成立及管治奠下了堅實基礎。在籌組澳門特別行政區第一屆政府、立法會和司法機關方面，一切按照《全國人民代表大會關於澳門特別行政區第一屆政府、立法會和司法機關產生辦法的決定》之規定產生。
1998年5月5日，全國人民代表大會澳門特別行政區籌備委員會在北京宣告成立，負責籌備成立澳門特別行政區的有關事宜；其負責範圍亦包括籌組由200位有代表性的澳門人士組成澳門特別行政區第一屆政府推選委員，再利用協商與提名選舉方式產生第一任澳門特別行政區行政長官，提交中央人民政府（國務院）任命。在1999年5月15日舉行的澳門特區首任行政長官競選中，何厚鏵以近82％的支持率在兩名候選人中勝出。澳門立法會的組成，則按《澳門特別行政區基本法》的有關規定，由澳葡政府最後一屆立法會的成員，並符合由選舉產生的議員如擁護《澳門特別行政區基本法》、願意效忠中華人民共和國澳門特別行政區和符合澳門特別行政區基本法規定條件者，經澳門特別行政區籌備委員會確認，即可成為澳門特別行政區第一屆立法會議員；若有議員缺額，才由澳門特別行政區籌備委員會決定補充。至於司法機關方面，澳門特別行政區法院由澳門特別行政區籌備委員會依照《澳門特別行政區基本法》負責籌組。
澳門政權交接儀式於12月20日凌晨時分舉行，以澳門特別行政區成立儀式為結束。12月19-20日，澳門文化中心公園交接儀式場館的2,500位中外來賓，共同見證著葡萄牙國旗及澳門市政廳旗（當時對外代表澳門的旗幟）於子夜前緩緩降下；中華人民共和國國旗和澳門特別行政區區旗於零時零分零秒徐徐上升，政權移交儀式順利完成。午夜一時半在澳門綜藝館，澳門特別行政區成立儀式在中國國務院總理朱鎔基的監誓下進行，首任澳門特別行政區行政長官何厚鏵與新政府成員一同宣誓效忠澳門特別行政區政府及中华人民共和国中央人民政府（國務院）。同日早上十時，澳門綜藝館舉行了澳門特別行政區成立慶典；下午四時則舉行澳門特別行政區成立酒會。澳門特別行政區政府的正式成立，從此結束了葡萄牙殖民地時期澳葡政府的管治。
1999年12月20日，全国人大常委会通过《全国人民代表大会常务委员会关于根据〈中华人民共和国澳门特别行政区基本法〉第一百四十五条处理澳门原有法律的决定》，要求部分澳门政府部门及职位依照规定更改名称。

## 职权
根据《中华人民共和国澳门特别行政区基本法》第六十四条，澳门特别行政区政府行使下列职权：
1. 制定并执行政策；
2. 管理各项行政事务；
3. 办理本法规定的中央人民政府授权的对外事务；
4. 编制并提出财政预算、决算；
5. 提出法案、议案，草拟行政法规；
6. 委派官员列席立法会会议听取意见或代表政府发言。

## 机构设置
澳門行政部門除行政長官外，由司、局、廳、處所組成，並可根據需要設立諮詢組織。另外有部分機構，如廉政公署、審計署、警察總局、澳門海關等直屬行政長官。
澳門特別行政區行政會由行政長官，官守成員及非官守成員根據基本法組成，是行政長官制訂政策的顧問團。官守成員一般由各司長及局長出任，而非官守成員則由行政長官自行決定，他們主要來自其他行政機關的主要官員、立法會議員和社會人士。
根據第2/1999號法律《政府組織綱要法》第四條規定，澳門特別行政區政府主要官員為各司司長、廉政專員、審計長、警察部門主要負責人和海關主要負責人。澳門特別行政區政府设置下列司局級机构：
- 澳門特別行政區行政法務司
- 澳門特別行政區經濟財政司
- 澳門特別行政區保安司
- 澳門特別行政區社會文化司
- 澳門特別行政區運輸工務司
- 澳門特別行政區廉政公署
- 澳門特別行政區審計署
- 澳門特別行政區警察總局
- 澳門特別行政區海關

## 评价
根據美國傳統基金會發布的2018年度全球經濟自由度指數報告，澳門連續十年被評價為「較自由」經濟體，評分在70分左右，徘徊在第34位，而勞工自由度則為50分。另外，「政府廉潔」和「政府開支水平」的評分均下降，其中「政府廉潔」為36.4分，低於中國內地的47.3分和略高於菲律賓，自2008年澳門開始獲評分以來，該項評分一直下降，2016年前為50分以上，2017年跌至37.1分。

## 外部連結
- 澳門特區政府（页面存档备份，存于）